# Ansambel Nemir
Ansambel Nemir je narodnozabavna zasedba, ki jo sestavlja šest članov. Deluje od leta 2006. Sedež ima v Mokronogu. Zasedba je poznana po svojih številnih festivalskih uspehih in vsakoletnem Nemirnem koncertu v Mokronogu.

## Zasedba
Prvo zasedbo so sestavljali harmonikar Gregor Možina, baritonist Tomaž Gracar in kitarist Andrej Zupan, ki se jim je kmalu pridružila Možinova sestra Mojca kot basistka. Po nesoglasjih v ansamblu je Mojco Možina zamenjal David Brajer. V letih delovanja je prišlo še do veliko kadrovskih sprememb, najprej sta se po Brajerjevem odhodu pridružila basist Matej Barbo in nato še vokalist Ambrož Hočevar. Pozneje je odšel še Gracar, ansamblu pa sta se pridružila Matic Uhan in Gregor Gramc. Slednji je pozneje ansambel zapustil (zdaj je član Ansambla Vikend), zamenjal ga je Dejan Potočnik. Leta 2017 je Potočnik zaradi obveznosti prenehal s sodelovanjem, nadomestil ga je Alen Ogrinec. Ansambel danes šteje šest članov.

## Delovanje
Ansambel Nemir je bil ustanovljen leta 2006. Takrat se je na Mirni odvilo tekmovanje harmonikarjev Vesel sem Mirnčan, na kateri je nastopil Gregor Možina. Po prireditvi sta se spoznala s Tomažem Gracarjem, s katerim sta se dogovorila za prve vaje pri Gregorjevem prijatelju Andreju Zupanu. Kmalu po njih se jim je pridružila še Gregorjeva sestra Mojca. 
V času delovanja so se udeležili več festivalov in dosegli vrsto nagrad. S prvo avtorsko skladbo Prva ljubezen so se udeležili festivala v Cerkvenjaku. Druga avtorska pesem je nosila naslov Nemirna polka. Z njo so se predstavili prvem festivalu za veliko nagrado Dolenjske v Šentjerneju in zmagali po mnenju občinstva. Leta 2012 so zmagali v oddaji Na zdravje na tekmovanju za Na zdravje pesem poletja s skladbo Na sipinah. Finale se je odvilo v portoroški Alayi, zmagovalno pesem so izbrali gledalci s telefonskim glasovanjem. Istega leta je ansambel priredil skladbo skupine Obvezna smer Čez praznike spet bom doma.
Leta 2016 so skupaj z Ansamblom Novi spomini posneli pesem Vsaka punca rada ima. Za pesem so posneli tudi videospot. Član ansambla Nemir, Matej Barbo, je brat kitarista in basista ansambla Novi spomini, Denisa in Roka Barba.
Novembra 2011 je ansambel v kulturnem domu v Mokronogu pripravil 1. Nemirni koncert ob izidu 1. zgoščenke Prva ljubezen. Prireditev je skupaj z radijsko voditeljico Klavdijo Kerin povezoval njihov ustanovni in nekdanji član Tomaž Gracar. Koncerti so postali tradicionalni, tako da so v novembru 2016 v Športni dvorani Mokronog pripravili 6. Nemirni koncert z naslovom 10 nemirnih let, saj so z njim obeležili 10-letnico delovanja ansambla. Ob tej priložnosti je izšel istoimenski 4. album ansambla.

### Avtorji skladb
Avtorji melodij izdanih skladb ansambla so Matej Barbo, Peter Fink, Gregor Gramc, Alen Klepčar, Tine Lesjak, Gregor Možina, Igor Pirkovič, Franc Šegovc, Marjan Turk, Matic Uhan, Andrej Zupan, Denis Zupan in Rok Žlindra.
Avtorji besedil izdanih skladb ansambla so Matej Barbo, Sebastjan Kamenik, Alen Klepčar, Matej Kocjančič, Darinka Kovač, Barbara Ogrinc, Igor Pirkovič, Ivan Sivec, Franc Šegovc, Vera Šolinc, Matej Trstenjak, Matjaž Vrh, Andrej Zupan in Denis Zupan.

## Uspehi
Ansambel Nemir je prejel vrsto nagrad na festivalih in tekmovanjih:
- 2009: Festival Dolenjske Toplice – 3. nagrada občinstva.
- 2010: Festival Dolenjske Toplice – 1. nagrada občinstva in nagrada za najboljšo inštrumentalno izvedbo.
- 2011: Festival Vurberk – Bronasti zmaj.
- 2011: Festival Dolenjske Toplice – Nagrada strokovne komisije za najboljši ansambel v celoti.
- 2012: Na zdravje pesem poletja – Zmagovalci.
- 2012: Festival Vurberk – Zlati zmaj, nagrada občinstva, Slakova plaketa (podeljena prvič) za najboljšo izvedbo in nagrada komisije predstavnikov radijskih postaj za najboljšo pesem.
- 2012: Festival Števerjan – Nagrada za najboljši trio.
- 2012: Festival Ptuj – Nagrada za najboljši ansambel med ostalimi zasedbami in nagrada občinstva po mnenju TV gledalcev in radijskih poslušalcev.
- 2013: Festival Ptuj – Korenova plaketa za najboljšo vokalno izvedbo in 1. nagrada občinstva.
- 2013/2014: Slovenska polka in valček – Najboljši valček: Na lepih prtičkih.

## Diskografija
Ansambel Nemir je do sedaj izdal štiri albume: 
1. Prva ljubezen (2011)
2. Na sipinah (2012)
3. Čez praznike ... (2013)
4. 10 nemirnih let (2016)

## Največje uspešnice
Ansambel Nemir je najbolj poznan po naslednjih skladbah:
- Bi se poročila z mano
- Na lepih prtičkih
- Na sipinah
- Se ujeti ne pustim
- Škrjanček
- Tri želje